# Magnus Goodman
Magnus "Mike" Goodman, född 18 mars 1898 i Winnipeg, Manitoba, död 18 juli 1991 i Dade City, Florida, var en kanadensisk ishockeyspelare och simmare. Han blev olympisk guldmedaljör i ishockey i Antwerpen 1920. 
1920 vann Goodman även Allan Cup med Winnipeg Falcons.

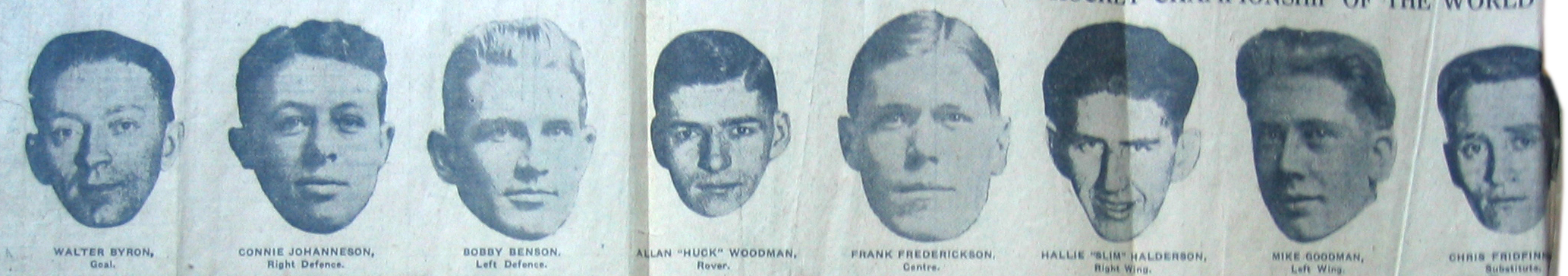
Goodman, tvåa från höger, med det kanadensiska OS-laget 1920.

## Meriter
- Allan Cup – 1920
- OS-guld 1920